# (1472) Muonio
(1472) Muonio es un asteroide que forma parte del cinturón de asteroides y fue descubierto por Yrjö Väisälä desde el observatorio de Iso-Heikkilä, Finlandia, el 18 de octubre de 1938.

## Designación y nombre
Muonio fue designado inicialmente como 1938 UQ.
Posteriormente se nombró por el Muonio, un río de Finlandia.

## Características orbitales
Muonio está situado a una distancia media de 2,234 ua del Sol, pudiendo alejarse hasta 2,678 ua. Tiene una inclinación orbital de 4,566° y una excentricidad de 0,1988. Emplea 1220 días en completar una órbita alrededor del Sol.